# Smeltkroes

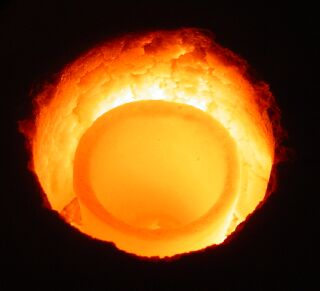
Smelt in een smeltkroes

Een smeltkroes is een instrument waarin vaste stoffen tot hoge temperatuur kunnen worden verhit tot boven hun smeltpunt. Meestal wordt het instrument gebruikt om verschillende metalen te legeren. De verhitting kan gebeuren door een vuur, maar ook met elektrische inductie. Door de convectie in de smelt worden de toevoegingen gemengd met het basismateriaal: warm materiaal zet uit, wordt lichter en drijft naar boven, waar het aan lucht koelt. Koud materiaal wordt zwaarder en zinkt naar onder.